# Dominic Raab
Dominic Rennie Raab (Buckinghamshire, 25 de fevereiro de 1974) é um político do Partido Conservador britânico, que serviu como Parlamentar por Esher e Walton e Lord Chancellor de 2010 até 2024, e ainda deteve, de 2019 a 2021, as posições de Primeiro Secretário de Estado e Secretário para Assuntos Externos.
Nos governos de Boris Johnson e Rishi Sunak, serviu ainda como Vice-primeiro-ministro do Reino Unido no governo por um breve período (setembro de 2021 a setembro de 2022 e outubro de 2022 a abril de 2023, respectivamente).

## Vida pessoal
Raab é casado com a brasileira Erika Rey, que trabalha para o Google. Eles têm dois filhos, e moram em Thames Ditton, Surrey.